# Neoscona leucaspis
Neoscona leucaspis är en spindelart som först beskrevs av Schenkel 1963.  Neoscona leucaspis ingår i släktet Neoscona och familjen hjulspindlar. Inga underarter finns listade i Catalogue of Life.